# Anderstorp Raceway
Anderstorp Raceway (tidligere Scandinavian Raceway) er et svensk motorsportsanlæg, beliggende ved Anderstorp i Gislaveds kommun, Småland.
Banen blev færdigbygget og testkørt i maj 1968, og den blev officielt indviet 16. juni samme år, da der blev kørt et Formel 3-løb, med blandt andre den svenske stjernekører Ronnie Peterson som deltager. Der var plads til 3.000 tilskuere til åbningsløbet.

## Formel 1
Efter lange forhandlinger med det internationale forbund FIA, lykkedes det i 1973 at få Formel 1 til Sverige og Anderstorp. 17. juni 1973 blev den første udgave af Sveriges Grand Prix kørt på det daværende Scandinavian Raceway. Efter 80 omgange af 4,018 km kunne newzealandske Denny Hulme fra McLaren-Ford kåres som vinder, med Ronnie Peterson og François Cevert på de næste pladser.
Det svenske grand prix blev kørt til og med 1978-sæsonen, der var samme år hvor Ronnie Peterson omkom efter en ulykke på Monza-banen. Derefter var det svært for arrangørerne at finde sponsorer og finansiel støtte, og siden er der ikke blevet kørt Formel 1-løb i Sverige.

### Vindere af Formel 1 i Anderstorp
| År   | Vinder          | Konstruktør  | Tid           | Banelængde | Runder | Fart         | Dato     |
| ---- | --------------- | ------------ | ------------- | ---------- | ------ | ------------ | -------- |
| 1973 | Denny Hulme     | McLaren-Ford | 1:56:46,049 t | 4,018 km   | 80     | 165,169 km/t | 17. juni |
| 1974 | Jody Scheckter  | Tyrrell-Ford | 1:58:31,391 t | 4,018 km   | 80     | 162,723 km/t | 9. juni  |
| 1975 | Niki Lauda      | Ferrari      | 1:59:18,319 t | 4,018 km   | 80     | 161,656 km/t | 8. juni  |
| 1976 | Jody Scheckter  | Tyrrell-Ford | 1:46:53,729 t | 4,018 km   | 72     | 162,381 km/t | 13. juni |
| 1977 | Jacques Laffite | Ligier-Matra | 1:46:55,520 t | 4,018 km   | 72     | 162,335 km/t | 19. juni |
| 1978 | Niki Lauda      | Brabham-Alfa | 1:41:00,606 t | 4,031 km   | 70     | 167,609 km/t | 17. juni |